# Вакарське
Вака́рське — село в Україні, у Великомихайлівській селищній громаді Роздільнянського району Одеської області. Населення становить 41 осіб.
До 17 липня 2020 року було підпорядковане Великомихайлівському району, який був ліквідований.

## Населення
Згідно з переписом 1989 року населення села становило 32 особи, з яких 9 чоловіків та 23 жінки.
За переписом населення 2001 року в селі мешкала 41 особа.

### Мова
Розподіл населення за рідною мовою за даними перепису 2001 року:
| Мова       | Відсоток |
| ---------- | -------- |
| українська | 97,56 %  |
| російська  | 2,44 %   |